# Липовская Усадьба
Липовская Усадьба — деревня в Вязниковском районе Владимирской области России, входит в состав муниципального образования «Город Вязники».

## География
Деревня расположена на берегу реки Клязьма в 13 км на восток от райцентра Вязники.

## История
В конце XIX — начале XX века деревня входила в состав Рыловской волости Вязниковского уезда, с 1926 года — в составе Вязниковской волости. В 1859 году в деревне числилось 3 дворов, в 1905 году — 7 дворов, в 1926 году — 11 дворов.
С 1929 года деревня входила в состав Мало-Удольского сельсовета Вязниковского района, с 2005 года — в составе муниципального образования «Город Вязники».

## Население
| 1859 | 1905 | 1926 | 2002 | 2010 | 2021 |
| ---- | ---- | ---- | ---- | ---- | ---- |
| 22   | ↗56  | ↗72  | ↘8   | ↘5   | ↘4   |